# スカイレールタウンみどり坂
スカイレールタウンみどり坂（スカイレールタウンみどりざか）は、広島市安芸区に位置するニュータウンである。

## 概要
1990年代に積水ハウスと青木あすなろ建設が開発した住宅団地で、広島市中心部（紙屋町）から東へ約13km、同市安芸区の北寄りに位置する。JR西日本山陽本線瀬野駅から宅地まで標高約200メートル差を繋ぐ急勾配の新交通システム「スカイレール」も建設された。スカイレールは団地内を南北に通り、戸建て住宅が立ち並んでいる。団地内には13の公園がある。団地南部にスーパーマーケットの『ショージみどり坂店』がある。
瀬野西という町丁にほぼ対応しているが、瀬野二丁目を一部含み、瀬野西一丁目・二丁目・三丁目・六丁目を一部含まない。瀬野西は一丁目から六丁目まであり、北で瀬野町、南で瀬野・中野と接する。
瀬野西の郵便番号は739-0313（海田郵便局管区）。瀬野西の人口は7,153人。

## 歴史
- 1997年（平成9年） - 入居が始まる[7]。
- 1998年（平成10年）8月28日 - スカイレールが開業。
- 2011年（平成23年）4月1日 - 広島市立瀬野小学校より分離され、広島市立みどり坂小学校設立。
- 2024年（令和6年）
  - 3月30日 - スカイレールの廃止に先立ち、みどり坂タウンバスが運行開始[8][9][10]。
  - 5月1日 - スカイレールが廃止[11]。

## 交通

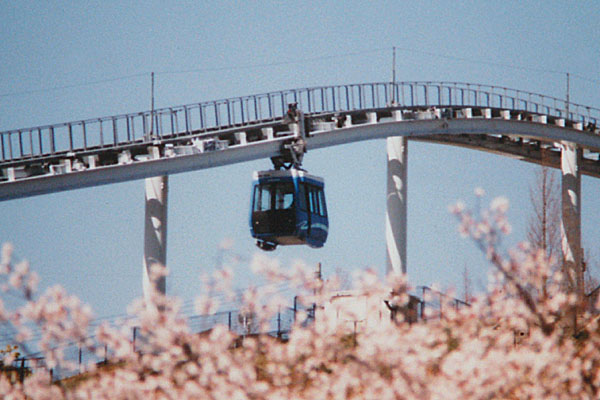
スカイレール

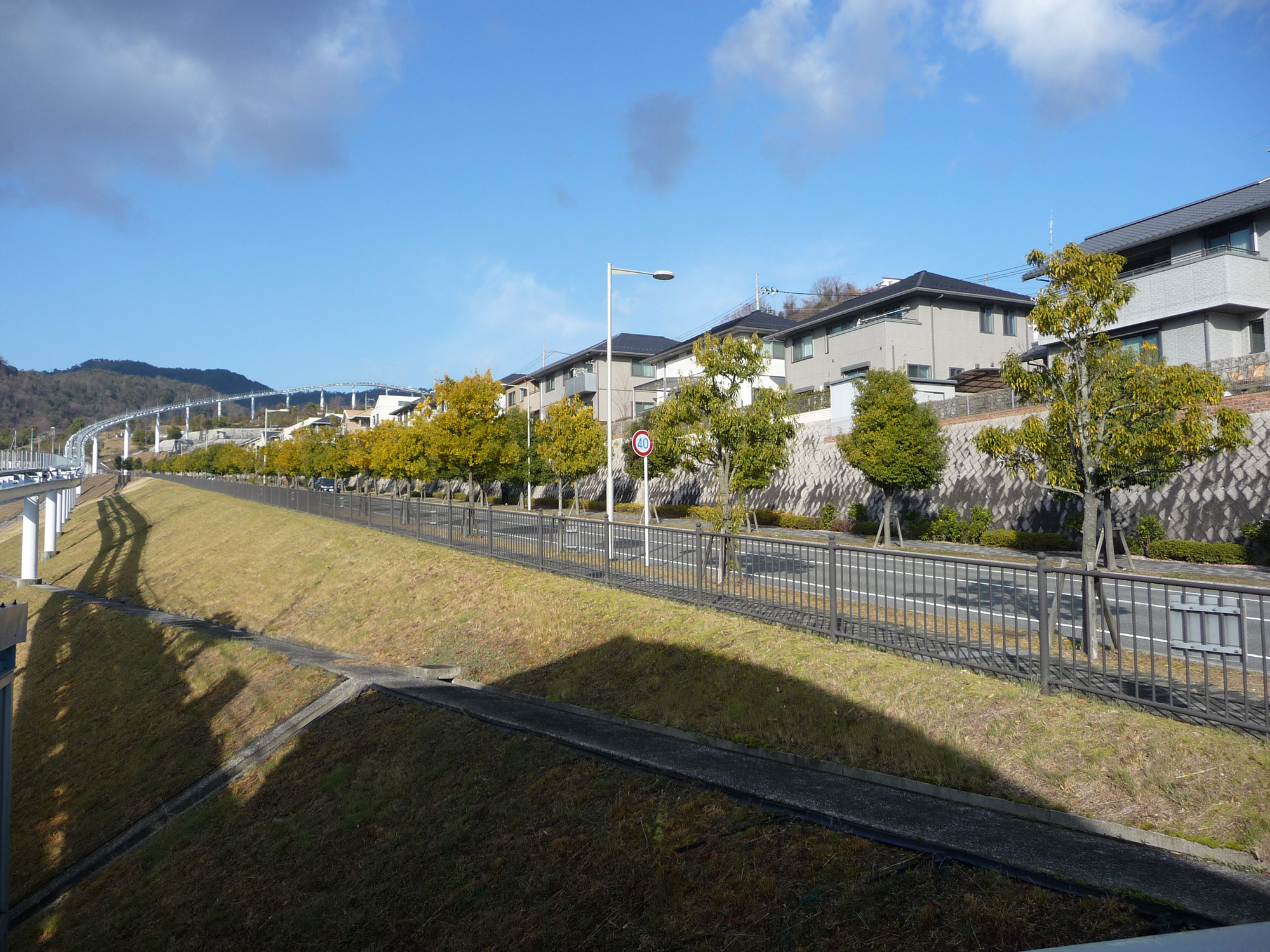
スカイレールのある街並み

### 鉄道
JR西日本山陽本線瀬野駅が最寄り駅。スカイレールのみどり口駅が直結していた。

### 新交通システム（廃止）
団地内を南北にスカイレールが通っていた。瀬野西一丁目・二丁目はみどり中街駅、瀬野西三丁目から瀬野西六丁目まではみどり中央駅が、最寄りであった。

### ジャンボタクシー（休止）
平日は、スカイレールの終電以降に､｢ジャンボタクシー｣がJR山陽本線のダイヤに合わせて数便運行されていたが、2022年4月1日より運行が休止されている。

### バス
廃止となったスカイレールの代替交通として、みどり坂タウンバスが運行されている。スカイレールを運行していたスカイレールサービスが、芸陽バスに運行を委託している。

### 道路
国道2号線小宇羅地交差点から広島県道33号瀬野川福富本郷線に入り、みどり坂東入口交差点で左折。